# Olegs krig - en barndom i krigens skygge
|  | Denne artikel er oprettet af botten Steenthbot ud fra en ekstern database. Den kan derfor have sproglige fejl eller mangler. Denne skabelon kan fjernes efter kontrol af indholdet. |

Olegs krig - en barndom i krigens skygge er en dansk dokumentarfilm fra 2017 instrueret af Simon Lereng Wilmont.

## Handling
10-årige Oleg bor i det østlige Ukraine – en krigszone der ofte genlyder af antiluftskyts og missilbombardementer. Til tider er disse lyde langt væk, men andre gange frygtindgydende tæt på. Mens mange har forladt det farlige område, er Oleg blevet tilbage sammen med sin bedstemor, som har taget sig af ham, siden hans mor døde. De har ikke andre steder at tage hen. Mens han venter på, at krigen slutter, bruger Oleg tiden på at hænge ud med sin yngre fætter Yarik og den ældre dreng Kostia. Sammen tager de på eventyr, hvor de taler om at blive rigtige mænd og prøver hinandens grænser af – men går af og til for langt.

## Medvirkende
- Oleg Afanasyev
- Yaroslav Bendes
- Alexandra Ryabichkina
- Olena Bendes
- Konstantin Kabanov
- Yevgeniy Ryabichkin
- Sergey Sklyarenko
- Natalia Sklyarenko
- Eugeniya Shkuratova
- Yelizaveta Semenova
- Darya Semenova
- Alexandr Vasin
- Yulia Protasova